# Кејнан (Индијана)
Кејнан (енгл. Canaan) насељено је место без административног статуса у америчкој савезној држави Индијана.

## Демографија
По попису из 2010. године број становника је 90.
| Група             | 2000.    | 2010.      |
| Белци             | 0 (0,0%) | 85 (94,4%) |
| Афроамериканци    | 0 (0,0%) | 0 (0,0%)   |
| Азијати           | 0 (0,0%) | 0 (0,0%)   |
| Хиспаноамериканци | 0 (0,0%) | 1 (1,1%)   |
| Укупно            | 0        | 90         |